# Richard Brouillette
Richard Brouillette est un producteur, réalisateur, monteur et programmateur québécois, né en 1970 à Montréal.

## Biographie
D’abord critique de cinéma à l’hebdomadaire Voir (1989), Richard Brouillette a ensuite œuvré pour la société de distribution indépendante Cinéma Libre (1989-1999). En 1993, il a fondé un centre d’artistes autogéré (en), la Casa Obscura, un lieu de diffusion pluridisciplinaire, où il organise depuis un ciné-club hebdomadaire, Les projections libérantes, dont il est aussi le projectionniste. Il a produit et réalisé trois longs métrages documentaires et a réalisé deux courts films expérimentaux. Il a aussi produit plusieurs longs métrages (la plupart documentaires). 
Il a été le mari de la comédienne française Corinne Masiero, avant d’avoir divorcé à la fin des années 2000.

## Filmographie

### comme réalisateur, monteur et scénariste
- 1995 : Trop c'est assez
- 1995 : Carpe diem (segment du long métrage collectif Un film de cinéastes)
- 2008 : L'Encerclement - La démocratie dans les rets du néolibéralisme
- 2008 : Adagio pour un gars de bicycle (de Pascale Ferland, en tant que coscénariste)
- 2014 : Prends garde à la douceur des choses  (commande du festival Visions du réel)
- 2015 : Oncle Bernard – L'anti-leçon d'économie
- 2017 : Les dépossédés (de Mathieu Roy, en tant que coscénariste)
- 2018 : Dépossession (de Mathieu Roy, en tant que coscénariste)

### comme producteur
- 1995 : Trop c'est assez
- 2005 : L’Arbre aux branches coupées (de Pascale Ferland, en tant que producteur délégué)
- 2006 : Barbiers – Une histoire d’hommes (de Claude Demers, en tant que producteur délégué)
- 2007 : Les désœuvrés (de René Bail, en tant que producteur délégué)
- 2008 : Adagio pour un gars de bicycle (de Pascale Ferland, en tant que producteur délégué)
- 2008 : L'encerclement - La démocratie dans les rets du néolibéralisme
- 2009 : Les dames en bleu (de Claude Demers, en tant que producteur délégué)
- 2009 : Chantier (de René Bail, en tant que producteur délégué)
- 2015 : Oncle Bernard – L'anti-leçon d'économie
- 2016 : Les terres lointaines (de Félix Lamarche, en tant que conseiller à la production/producteur délégué)
- 2017 : Les dépossédés (de Mathieu Roy, en tant que producteur délégué)
- 2017 : La rivière cachée (de Jean-François Lesage, en tant que producteur délégué)
- 2018 : Dépossession (de Mathieu Roy, en tant que producteur délégué)
- 2018 : Soleils noirs (de Julien Elie, en tant que producteur délégué)
- 2020 : Prière pour une mitaine perdue (de Jean-François Lesage, en tant que producteur délégué)

## Distinctions
- 1996 : Prix M. Joan Chalmers (en) du meilleur documentaire canadien
- 2009 : Prix Robert et Frances Flaherty (Grand Prix) (11e Festival international du documentaire de Yamagata)
- 2009 : Grand Prix (15e festival Visions du réel)
- 2009 : Prix du public du meilleur long métrage (6e festival IndieLisboa)
- 2009 : Prix Pierre et Yolande Perrault du meilleur espoir documentaire (27e Rendez-vous du cinéma québécois)
- 2009 : Prix La Vague du meilleur documentaire (ex æquo avec Hommes à louer, de Rodrigue Jean) (23e Festival international du cinéma francophone en Acadie)
- 2009 : Mention spéciale pour le Prix Amnesty International (6e festival IndieLisboa)
- 2014 : Prix du Conseil des arts et des lettres du Québec du créateur de l’année en Mauricie
- 2015 : Prix La Vague du meilleur moyen ou long métrage documentaire (29e Festival international du cinéma francophone en Acadie)